# Iluminação sem fio
Iluminação sem fio é um recurso muito utilizado em automação residencial (domótica). Basicamente, utiliza uma tecnologia sem fio que dispensa o uso de fios elétricos para controlar lâmpadas à distância ou fazer o controle de iluminação. A grande vantagem reside no fato de dispensar o uso de tubulações embutidas em paredes para permitir comandar lâmpadas e outros aparelhos à distância. Isto facilita não só as reformas como também obras novas.
As vantagens obtidas com esta tecnologia são inúmeras comparando com soluções tradicionais que utilizam fiação embutida em paredes e interruptores elétricos para comandar lâmpadas e dispositivos elétricos. Entre elas de destacam a facilidade de instalação ao eliminar muitos fios, conveniência no uso de controles remotos e segurança, ao permitir que o usuário controle as luzes à distância sem precisar se deslocar até um interruptor.
O conceito de iluminação flexível advém da possibilidade de usar um sistema de iluminação sem fio que permite facilmente mudar a programação, acrescentar mais pontos de controle e até viabilizar um eficiente sistema de controle de cenários de iluminação.